# Theodor Hogg

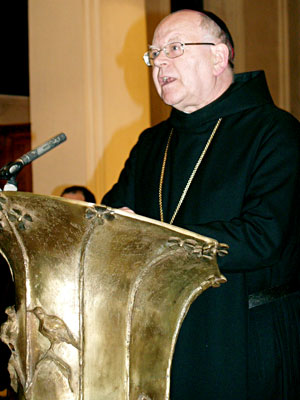
Erzabt Theodor Hogg (ca. 2010)

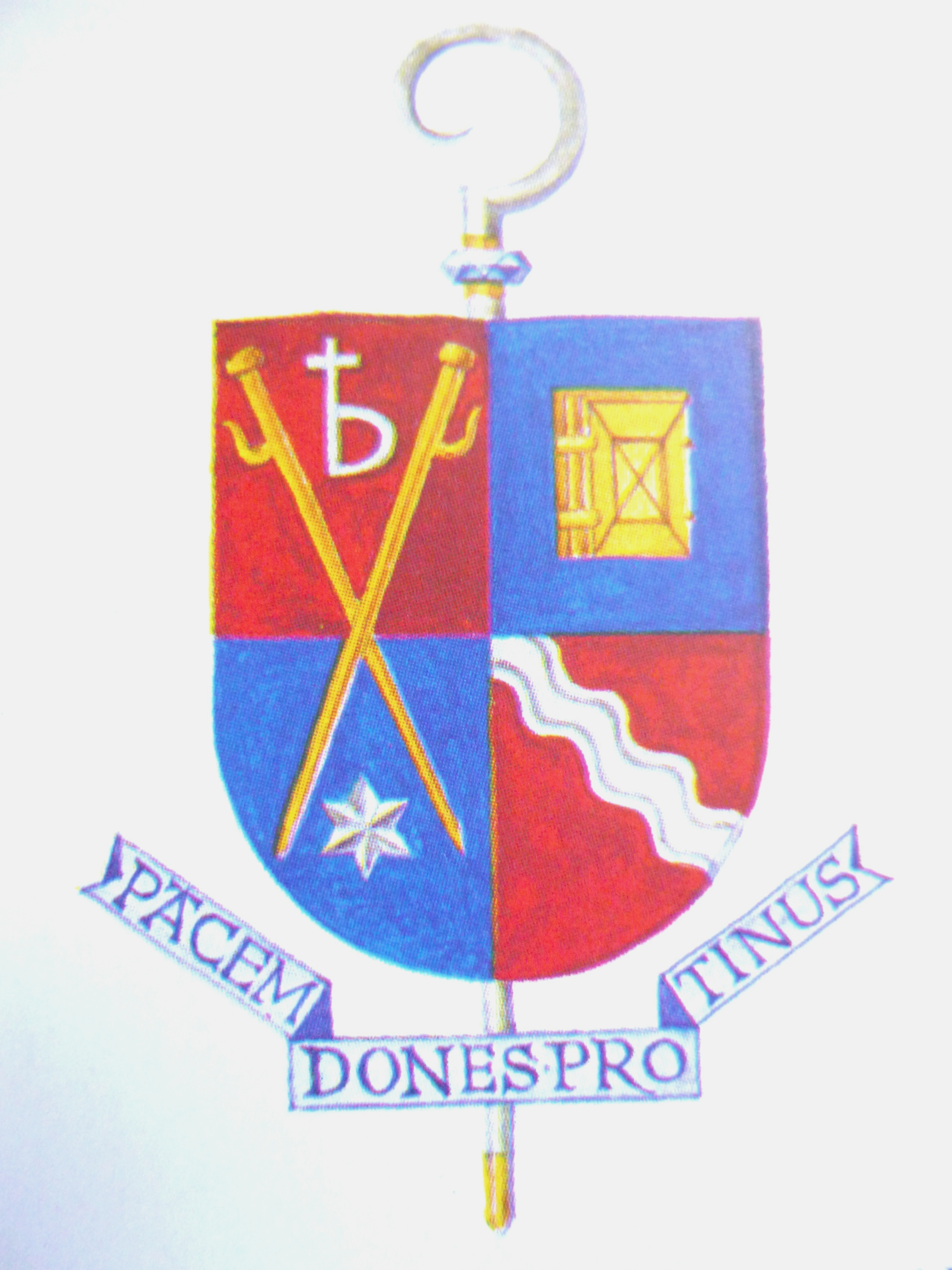
Abtswappen und Wahlspruch

Theodor Hogg OSB (* 16. August 1941 als Klaus Hogg in Kirchen-Hausen, heute zu Geisingen) ist ein deutscher Benediktiner und emeritierter Erzabt der Erzabtei Beuron.

## Leben
Hogg wurde am 16. August 1941 in Kirchen-Hausen auf der mittleren Baar geboren.
Er entschloss sich zum Ordensleben und trat in den frühen 1960er Jahren in die 1863 gegründete Benediktiner-Erzabtei St. Martin zu Beuron ein, wo er am 25. Juli 1962 die Profess ablegte. 1967 empfing er die Priesterweihe und übernahm 1970 die Leitung der Klosterbibliothek von Ursmar Engelmann; 1980 wurde er von Erzabt Hieronymus Nitz zum Prior der Erzabtei bestellt.
Am 6. März 2001 wurde Pater Theodor Hogg zum zehnten Erzabt der Erzabtei Beuron gewählt und empfing am 31. März 2001 vom Freiburger Erzbischof Oskar Saier die Abtsbenediktion. Zum Leitwort seines äbtlichen Dienstes wählte er: Pacem Dones Protinus – Gib Deinen Frieden immerdar aus dem Pfingsthymnus „Veni creator spiritus“. Auf ihrer Ostertagung 2003 wählten ihn die Mitglieder der Salzburger Äbtekonferenz zu ihrem zweiten Assistenten. Dieses Amt bekleidete Theodor Hogg bis 2012. Von 2004 bis 2007 war er zudem Abt-Administrator der Abtei Weingarten.
Hogg musste am 16. August 2011 gemäß der Wahlordnung mit Erreichung des 70. Lebensjahres aus dem Amt des Erzabtes ausscheiden. Er hatte schon seit geraumer Zeit erklärt, dass er von der Möglichkeit einer Wiederwahl keinen Gebrauch machen wolle. Seither ist Alt-Erzabt Theodor als Spiritual in der Zisterzienserinnen-Abtei Kloster Lichtenthal tätig gewesen und zugleich weiterhin Bibliothekar der Erzabtei Beuron.
Theodor Hogg ist nebenamtlich Ehebandverteidiger am Diözesangericht des Erzbistums Freiburg.

## Schriften
- Weihe der Krypta zu Ehren der seligen Ulrika. Hegne, 5. Mai 1991. Konstanz Verlag, Konstanz 1991.
- Theodor Hogg (Hrsg.), M. Jacobe Wetzel (Autor): Neuntägige Andacht zu Ehren der seligen Ulrika von Hegne. Beuroner Kunstverlag, Beuron 1994.
- mit Bernd Mathias Kremer (Hrsg.): Wo Gott die Mitte ist. Ordensgemeinschaften in der Erzdiözese Freiburg in Geschichte und Gegenwart. Kunstverlag Josef Fink / Beuroner Kunstverlag, Lindenberg / Beuron 2002, ISBN 3-8987-0058-5 bzw. ISBN 3-87071-093-4.
- mit Jakobus Kaffanke (Hrsg.): Den unberechenbaren Tod täglich vor Augen haben. Necrologium Beuronense 1863-2013. Zur 150 jährigen Besiedelung des ehemaligen Augustiner-Chorherrenstiftes St. Martin in Beuron durch Benediktiner Mönche 2013. Beuroner Kunstverlag, Beuron 2013, ISBN 978-3-87071-307-2